# Brinkmanship

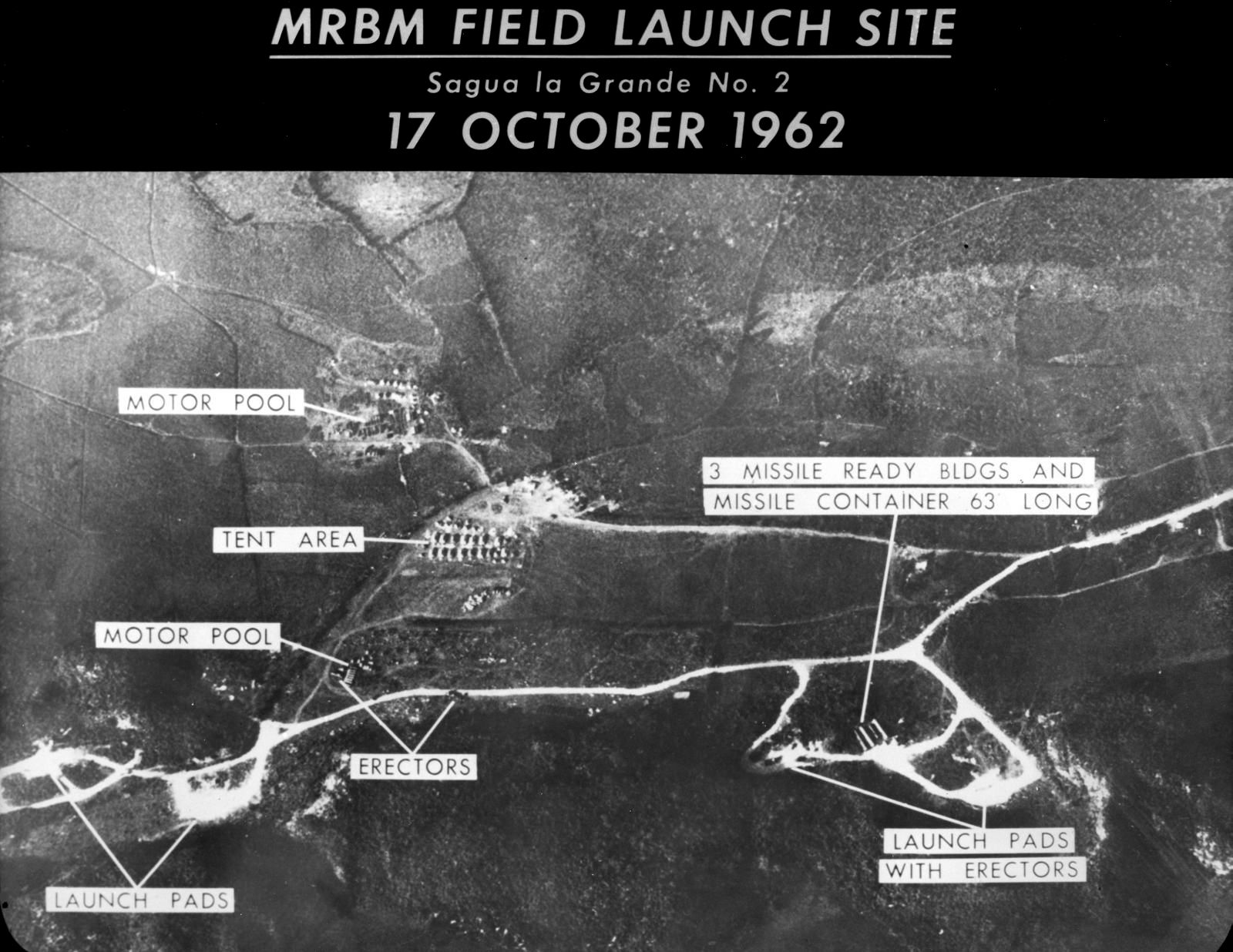
A gestão da Crise dos mísseis de Cuba é um exemplo da prática de brinkmanship.

Brinkmanship é uma estratégia que consiste em forçar uma situação inerentemente perigosa até à iminência de um desastre, de forma a alcançar o resultado mais vantajoso. Ocorre na prática em política externa, relações laborais e em estratégia militar, podendo envolver, nesse caso, a ameaça do uso de armas nucleares.
O sucesso do brinkmanship ocorre na medida em que o oponente é forçado a desistir ou a ceder e fazer concessões. Normalmente, o conjunto de manobras levadas a cabo aquando do uso desta estratégia ocorre a nível diplomático, onde uma das partes leva a outra a acreditar que aquele está disposto a usar métodos extremos em vez de ceder. Durante a Guerra Fria, a ameaça do uso de armas nucleares foi frequentemente utilizada como forma de extremar a situação.

## Possível tradução
O termo não possui tradução fácil para o português, sendo muitas vezes traduzido como diplomacia arriscada, muito embora brinkmanship (algo próximo de "peribelismo", de peri, em torno de + bellum, guerra) geralmente envolva algum tipo de ação ou provocação militar. Uma palavra com conceito similar, temerarismo, costuma ser usada coloquialmente em esportes radicais, porém carece de fontes escritas, talvez com origem no espanhol.